# Les Dégommeuses
Les Dégommeuses est une association sportive, fondée en 2012, ayant pour but de faire connaître le foot féminin et lutter contre toutes les discriminations, notamment sexistes, homophobes, transphobes.

## Histoire
Après plusieurs années de vie sous forme d'équipe informelle,, l'association est cofondée sous le nom Les Dégommeuses en 2012 par Cécile Chartrain. Elle explique que le football connaît encore des stéréotypes sexistes.
En 2019, le club Les Dégommeuses compte 80 adhérentes.
L'équipe de foot des Dégommeuses est « majoritairement composée de lesbiennes et de personnes trans »

## Actions
En juin 2019, lors de la coupe du monde féminine de football en France, le collectif déploie un drapeau LGBT au Parc des Princes afin de rendre visibles les joueuses lesbiennes et bisexuelles.
En 2022, les Dégommeuses soutiennent les Hijabeuses, des footballeuses de confession musulmane qui militent pour le droit de jouer voilées en compétition.
Le 22 novembre 2022, Les Dégommeuses déploie une banderole avec pour slogan « la Fifa tue, 6.500 morts » sur le Pont des Arts à Paris pour protester contre les conditions d'organisation de la Coupe du monde de football au Qatar.
Le 11 janvier 2023, plusieurs membres de l'association mènent une action devant le siège de la FFF, jour de réunion du comité exécutif extraordinaire qui  statue sur la mise en retrait de Noël Le Graët, accusé de harcèlement sexuel.